# Saint-Michel-sur-Orge
Saint-Michel-sur-Orge este un oraș în Franța, în departamentul Essonne, în regiunea Île-de-France, la sud de Paris. 
1. ↑  French National Directory of Representatives, accesat în 15 martie 2019
2. ↑  répertoire géographique des communes, accesat în 26 octombrie 2015
3. ↑  dataset of postal codes in France, 1 octombrie 2018